# Nekrolog 1757
Nekrolog
◄◄
| ◄
| 1753
| 1754
| 1755
| 1756
| 1757 | 1758 | 1759 | 1760 | 1761 | ► | ►►
Weitere Ereignisse | Allgemeiner Nekrolog 1757
Die Beschreibung der verstorbenen Person sollte so kurz wie möglich gehalten sein und nur deren signifikante Tätigkeit(en) enthalten.
Neue Namen ggf. auch unter dem Geburts- und Sterbedatum, also etwa unter 1. Januar und im Geburts- und Sterbejahr (2024) eintragen (nur bei entsprechender großer Wichtigkeit). Für Beispiele siehe die schon vorhandenen Artikel.
Außerdem über die fünf zuletzt Verstorbenen, zu denen es einen ausreichend guten Artikel für eine Präsentation auf der Hauptseite gibt, nach der todesbedingten Überarbeitung der Artikel ggf. auch unter Wikipedia Diskussion:Hauptseite informieren und sie am besten auch in den anderen Wikipedia-Sprachversionen eintragen. Tipp: Regelmäßig bei news.google.de nach „ist tot“, „gestorben“ oder „verstorben“ suchen.
Wenn eine Person gestorben ist, gibt es viele Seiten zu dieser Person in der Wikipedia, die davon auch betroffen sind und entsprechend aktualisiert werden müssen. Beispiele: Namenübersichtsseite, Geburtsjahr, Geburtsort-Seiten und viele mehr.
Wie finde ich die betroffenen Seiten?
Im Suchfeld auf der linken Seite gibt man den Suchbegriff so ein: „Vorname Nachname“. Dann klickt man auf Volltext und alle Seiten mit entsprechendem Suchtext werden aufgerufen. Hier sieht man dann schnell, wo auch das Todesjahr Sinn macht oder sogar ein Teil des Artikels angepasst werden muss. Auch hilft das „Werkzeug“ auf der linken Seite sehr gut, um solche Seiten aufzufinden: „Links auf diese Seite“. Somit ist die Wikipedia wieder aktuell in allen Bereichen! Hinweis: bei Eintragung der Kategorie „Gestorben JAHR“ wird der Missbrauchsfilter 49 ausgelöst, was jedoch nicht schlimm ist. Siehe: Spezial:Missbrauchsfilter/49
Dies ist eine Liste von im Jahr 1757 verstorbenen bekannten Persönlichkeiten. Die Einträge erfolgen innerhalb der einzelnen Daten alphabetisch sortiert. Tiere sind im Nekrolog für Tiere zu finden.

## Januar
| Tag        | Name                                       | Beruf, bekannt als                                                                               | Alter | Beleg |
| ---------- | ------------------------------------------ | ------------------------------------------------------------------------------------------------ | ----- | ----- |
| 6. Januar  | Bernhard Friedrich von Ahlimb              | preußischer Offizier, Kommandeur der Festung Magdeburg                                           |       |       |
| 9. Januar  | Bernard le Bovier de Fontenelle            | französischer Schriftsteller                                                                     | 99    |       |
| 11. Januar | Louis-Bertrand Castel                      | französischer Cartesianer, Gegner des Newtonschen Systems                                        | 68    |       |
| 13. Januar | Anna Elisabeth Geelvinck                   | niederländische Stifterin                                                                        | 54    |       |
| 13. Januar | Franz Ulrich von Kleist                    | preußischer Generalleutnant                                                                      | 68    |       |
| 14. Januar | Maria Amalia König                         | Geschäftsfrau                                                                                    |       |       |
| 17. Januar | Johann Sebastian Koch                      | deutscher Sänger                                                                                 | 67    |       |
| 20. Januar | Antonio Francesco Gori                     | italienischer Altertumsforscher und Priester                                                     | 65    |       |
| 21. Januar | Johann Georg Etgens                        | mährischer Barockmaler                                                                           |       |       |
| 22. Januar | Philipp Wilhelm von Hutten zum Stolzenberg | deutscher Kanoniker                                                                              | 55    |       |
| 23. Januar | Joseph III.                                | Patriarch der Chaldäisch-katholischen Kirche (Patriarchat von Diyarbakir)                        |       |       |
| 24. Januar | Francesco Robba                            | italienischer Bildhauer des Barock                                                               | 58    |       |
| 25. Januar | Ottavio Piccolomini                        | Herzog von Amalfi, kaiserlicher General, Reichsfürst und Herr der Herrschaft Náchod in Ostböhmen | 58    |       |
| 26. Januar | René Louis d’Argenson                      | französischer Politiker, Diplomat und Literat                                                    | 62    |       |

## Februar
| Tag         | Name                                        | Beruf, bekannt als                                                                                      | Alter | Beleg |
| ----------- | ------------------------------------------- | --- | ----- | ----- |
| 2. Februar  | Beat Holzhalb                               | Schweizer Pietist                                                                                       | 64    |       |
| 8. Februar  | Bernd Siegmund von Blankensee               | königlich preußischer Generalmajor, Amtshauptmann und Drost von Ravensberg und Erbherr auf Schlagenthin | 63    |       |
| 10. Februar | Johann von Pechlin                          | schleswig-holsteinischer Staatsmann                                                                     |       |       |
| 11. Februar | Mauro D’Alay                                | italienischer Violinist und Komponist des Spätbarock                                                    |       |       |
| 19. Februar | Philipp Carl Anton von Groschlag zu Dieburg | Freiherr zu Dieburg und Präsident des Reichskammergerichts zu Wetzlar                                   | 65    |       |
| 21. Februar | Georg Franz Ebenhech                        | deutscher Bildhauer, Stuckateur, Elfenbeinschnitzer                                                     |       |       |
| 23. Februar | Johann Ulrich Steinhofer                    | deutscher Theologe                                                                                      | 47    |       |
| 25. Februar | Paolo Benedetto Bellinzani                  | italienischer Komponist und Priester                                                                    |       |       |
| 25. Februar | Johann Konrad Sigismund Topp                | deutscher Rechtswissenschaftler und Professor der Universität Helmstedt                                 | 64    |       |

## März
| Tag      | Name                                     | Beruf, bekannt als                                                                                       | Alter | Beleg |
| -------- | ---------------------------------------- | --- | ----- | ----- |
| 1. März  | Edward Moore                             | englischer Dramatiker und Schriftsteller                                                                 | 44    |       |
| 4. März  | Franz Singer                             | österreichischer Baumeister                                                                              | 55    |       |
| 6. März  | Adolf Friedrich von Langermann           | preußischer Generalmajor, Chef des Dragonerregiments Nr. 8, Erbherr auf Dombrowken, Rasenau und Rosochen | 63    |       |
| 6. März  | Franz Konrad von Stadion und Thannhausen | Fürstbischof von Bamberg                                                                                 | 77    |       |
| 10. März | Johann Joseph von Trautson               | Erzbischof von Wien und Kardinal                                                                         | 49    |       |
| 12. März | Giuseppe Galli da Bibiena                | Architekt, Bühnenbildner                                                                                 | 61    |       |
| 14. März | John Byng                                | britischer Admiral und Politiker                                                                         |       |       |
| 19. März | Giovanni Oliva                           | italienischer Altertumsforscher und Bibliograf                                                           | 67    |       |
| 20. März | Johann Paul Kunzen                       | deutscher Komponist und Organist                                                                         | 60    |       |
| 20. März | Siegmund Ehrenfried von Oppel            | Kanzler, Kammerpräsident, Geheimratspräsident                                                            | 69    |       |
| 21. März | Niccolò Maria Lercari                    | italienischer Geistlicher                                                                                | 81    |       |
| 28. März | Wilhelm Dietrich von Buddenbrock         | preußischer Feldmarschall                                                                                | 85    |       |
| 28. März | Robert François Damiens                  | französischer Attentäter                                                                                 | 42    |       |
| 30. März | Peter Heinrich Erdmann von Bandemer      | preußischer Major und Kommandeur eines Grenadierbataillons                                               |       |       |
| 30. März | David Jürgen von Graevenitz              | preußischer Generalleutnant und Gouverneur von Küstrin                                                   | 76    |       |
| 30. März | Johann Stamitz                           | böhmischer Violinist, Kapellmeister und Komponist                                                        |       |       |
| März     | Matthäus Seutter                         | deutscher Kartograf und Kupferstecher sowie Gründer der Druckerei und des Verlages Seutter               | 78    |       |

## April
| Tag       | Name                                        | Beruf, bekannt als                                                                                            | Alter | Beleg |
| --------- | ------------------------------------------- | --- | ----- | ----- |
| 4. April  | Maurus Xaverius Herbst                      | Benediktiner und Abt des Klosters Plankstetten                                                                | 55    |       |
| 8. April  | Johann Jakob Schmauß                        | deutscher Jurist, Historiker und Hochschullehrer                                                              | 67    |       |
| 11. April | Carlo Ginori                                | italienischer Politiker und Unternehmer                                                                       | 55    |       |
| 12. April | Dietrich Ehrhard von Knobloch               | preußischer Generalmajor, Chef des Infanterieregiments Nr. 10, Erbherr von Glittehnen, Wanguthen und Neufrost |       |       |
| 15. April | Rosalba Carriera                            | italienische Malerin                                                                                          | 81    |       |
| 15. April | Franz Joseph Spiegler                       | süddeutscher Barockmaler                                                                                      | 66    |       |
| 16. April | Daniel Gran                                 | österreichischer Barockmaler                                                                                  | 62    |       |
| 19. April | Ludwig Imbert du Rosey                      | preußischer Landrat                                                                                           |       |       |
| 20. April | Paul Alphéran de Bussan                     | französischer römisch-katholischer Geistlicher und Bischof von Malta                                          | 72    |       |
| 25. April | Bernhard Asmus von Zastrow                  | preußischer Generalmajor                                                                                      |       |       |
| 28. April | Bartholomäus I. von Tinti                   | österreichischer Hofbeamter                                                                                   | 95    |       |
| 29. April | Frédéric-Jérôme de la Rochefoucauld de Roye | Kardinal der katholischen Kirche                                                                              | 55    |       |
| 30. April | Johann Anton II. von Freyberg               | Fürstbischof von Eichstätt                                                                                    | 82    |       |

## Mai
| Tag     | Name                                        | Beruf, bekannt als                                                                                           | Alter | Beleg |
| ------- | ------------------------------------------- | --- | ----- | ----- |
| 2. Mai  | Hartwig Karl von Wartenberg                 | königlich preußischer Generalmajor                                                                           | 46    |       |
| 6. Mai  | Georg Friedrich von Amstel                  | preußischer Generalmajor, Kommandant der Festung Stettin                                                     | 67    |       |
| 6. Mai  | Friedrich Wilhelm III.                      | Herzog von Schleswig-Holstein-Sonderburg-Beck                                                                | 33    |       |
| 6. Mai  | Balthasar Friedrich von der Goltz           | preußischer Oberst und Kommandeur des Regiments Nr. 33 und eines Grenadierbataillons                         | 48    |       |
| 6. Mai  | Georg Friedrich von Manstein                | preußischer Offizier, zuletzt Obrist Friedrichs des Großen                                                   |       |       |
| 6. Mai  | Balthasar Alexander von Platen              | preußischer Hauptmann und Adjutant                                                                           |       |       |
| 6. Mai  | Kurt Christoph von Schwerin                 | preußischer Generalfeldmarschall                                                                             | 72    |       |
| 11. Mai | Meno Nicolaus Carstens                      | deutscher evangelisch-lutherischer Geistlicher und Hauptpastor am Lübecker Dom                               | 55    |       |
| 11. Mai | Georg Friedrich Deinlein                    | deutscher Rechtswissenschaftler                                                                              | 60    |       |
| 11. Mai | Heinrich Karl Ludwig Herault de Hautcharmoy | Hugenotte und preußischer General                                                                            |       |       |
| 14. Mai | Bartolomeo Cordans                          | italienischer Komponist des Barock                                                                           | 59    |       |
| 16. Mai | Emanuel von Schöning                        | preußischer Generalmajor, Chef eines Infanterie-Regiments Nr. 46, Amtshauptmann in Köslin                    | 66    |       |
| 17. Mai | Michael Alberti                             | deutscher Mediziner, Physiker und Philosoph                                                                  | 74    |       |
| 25. Mai | Fukae Roshū                                 | japanischer Maler                                                                                            |       |       |
| 27. Mai | Christian Friedrich von Blanckensee         | preußischer Generalmajor, Chef des Dragonerregiments Nr. 2                                                   | 40    |       |
| 30. Mai | Meinhard Plesken                            | deutscher lutherischer Theologe, Konsistorialrat und Generalsuperintendent der Generaldiözese Lüneburg-Celle | 60    |       |
| Mai     | Peter Silberberg                            | Bürgermeister von Elberfeld                                                                                  | 69    |       |

## Juni
| Tag      | Name                                                      | Beruf, bekannt als                                                                | Alter | Beleg |
| -------- | --------------------------------------------------------- | --------------------------------------------------------------------------------- | ----- | ----- |
| 4. Juni  | Johann Ernst von Alemann                                  | preußischer Kavalleriegeneral                                                     |       |       |
| 5. Juni  | Bernhardine Christiane Sophie von Sachsen-Weimar-Eisenach | Fürstin von Schwarzburg-Rudolstadt                                                | 33    |       |
| 10. Juni | Benedikt von Ahlefeldt                                    | Gutsherr der holsteinischen Güter Jersbek und Stegen                              | 78    |       |
| 10. Juni | Christoph Treutmann                                       | deutscher Orgelbauer                                                              |       |       |
| 11. Juni | Martin Aumüller                                           | böhmischer Bildhauer und Holzschnitzer                                            |       |       |
| 11. Juni | Matthäus Terwesten                                        | niederländischer Barockmaler                                                      | 87    |       |
| 12. Juni | Christoph Gabriel Fabricius                               | deutscher lutherischer Theologe                                                   | 73    |       |
| 13. Juni | Johann Samuel Carl                                        | deutscher Mediziner                                                               |       |       |
| 14. Juni | Eberhard von Gemmingen                                    | Oberstleutnant, Grundherr in Rappenau                                             | 44    |       |
| 15. Juni | Johann Caspar Bagnato                                     | deutscher Baumeister des Barockzeitalters                                         | 60    |       |
| 16. Juni | Johann Friedrich Behrendt                                 | deutscher Pädagoge und Bibliothekar                                               |       |       |
| 18. Juni | Johann Friedrich Herwarth von Bittenfeld                  | königlich preußischer Oberst, Kommandeur des Infanterie-Regiments Nr. 41          | 61    |       |
| 18. Juni | Christian Siegfried von Krosigk                           | königlich preußischer Generalmajor, Kommandeur des Dragoner-Regiments Nr. 5       | 57    |       |
| 18. Juni | Richard Daniel von Münchow                                | preußischer Militär und Adliger                                                   |       |       |
| 24. Juni | Joseph Fröhlich                                           | Hofnarr von August dem Starken                                                    | 63    |       |
| 24. Juni | Johannes Schübler                                         | Bürgermeister Heilbronns                                                          | 71    |       |
| 26. Juni | Maximilian Ulysses Browne                                 | österreichischer Feldmarschall irischer Abstammung                                | 51    |       |
| 27. Juni | Christoph Hermann von Manstein                            | preußischer Generalmajor                                                          | 45    |       |
| 28. Juni | Daniel Gottlieb von Bülow                                 | preußischer Oberst und Kommandeur                                                 |       |       |
| 28. Juni | Jacques Dedelley                                          | Schweizer Jesuit, Theologe und Philosoph                                          | 63    |       |
| 28. Juni | Sophie Dorothea von Hannover                              | Königin von Preußen und Gattin des Soldatenkönigs, Friedrich Wilhelm I. (Preußen) | 70    |       |
| Juni     | Georg Ernst von Nettelhorst                               | preußischer Oberst, Chef des Garnisonsregiments Nr. 8                             |       |       |

## Juli
| Tag      | Name                                | Beruf, bekannt als                                                 | Alter | Beleg |
| -------- | ----------------------------------- | ------------------------------------------------------------------ | ----- | ----- |
| 1. Juli  | Andreas Albrecht von Brömbsen       | Bürgermeister der Hansestadt Lübeck                                | 54    |       |
| 2. Juli  | Johanna Elisabeth von Baden-Durlach | Herzogin von Württemberg                                           | 76    |       |
| 2. Juli  | Siraj-ud-Daula                      | Nawab von Bengalen                                                 |       |       |
| 4. Juli  | Siegmund Jakob Baumgarten           | deutscher evangelischer Theologe                                   | 51    |       |
| 5. Juli  | Jean-Joseph Vadé                    | französischer Komponist und Schriftsteller                         | 38    |       |
| 7. Juli  | Philipp Caspar Lamprecht            | deutscher Rechtswissenschaftler und Ratsherr der Hansestadt Lübeck |       |       |
| 7. Juli  | Friedrich August von Wulffen        | preußischer Oberst                                                 |       |       |
| 8. Juli  | Daniel Parke Custis                 | amerikanischer Pflanzer                                            | 45    |       |
| 11. Juli | Michael Friedrich Quade             | deutscher evangelischer Theologe und Schulmann                     | 74    |       |
| 12. Juli | Johann Christoph Sysang             | deutscher Kupferstecher                                            | 54    |       |
| 22. Juli | Louis-Antoine Dornel                | französischer Organist und Komponist                               | 77    |       |
| 23. Juli | Domenico Scarlatti                  | italienischer Komponist des Barock                                 | 71    |       |
| 28. Juli | Wolfgang Andreas Heindl             | österreichischer Fresken-Maler                                     |       |       |

## August
| Tag        | Name                           | Beruf, bekannt als                                                    | Alter | Beleg |
| ---------- | ------------------------------ | --------------------------------------------------------------------- | ----- | ----- |
| 3. August  | Karl Wilhelm Friedrich         | Markgraf von Brandenburg-Ansbach                                      | 45    |       |
| 5. August  | Antoine Pesne                  | französischer Maler, Hofmaler in Preußen                              | 74    |       |
| 6. August  | Adam Manyoki                   | ungarischer Maler                                                     |       |       |
| 14. August | Melchior von Diezelsky         | preußischer Major                                                     |       |       |
| 14. August | Johann Adam Melsheimer         | Förster und kurpfälzischer reitender Jäger im Soonwald                | 74    |       |
| 17. August | Joachim Wilhelm von Klinggräff | preußischer Diplomat                                                  |       |       |
| 17. August | Fridolin Kopp                  | Schweizer Benediktinermönch, Fürstabt des Klosters Muri               | 65    |       |
| 18. August | Daniel Gottlieb Thebesius      | deutscher Mediziner und Kommunalpolitiker                             | 50    |       |
| 21. August | Johann Samuel König            | deutscher Mathematiker                                                | 45    |       |
| 27. August | Jonathan Friedrich von Finck   | preußischer Generalmajor und Kommandant der Festung Peitz             |       |       |
| 27. August | Christian Eberhard Niemeyer    | deutscher Amtmann in Lauenstein                                       | 81    |       |
| 27. August | Franz Peter von Paur           | Reichsritter und churfürstlicher Hofkammerrat                         | 54    |       |
| 28. August | David Hartley                  | englischer Philosoph und Psychologe                                   | 52    |       |
| 30. August | Henning Bernd von der Goltz    | preußischer Major und Ritter des Ordens Pour le Mérite                | 38    |       |
| 31. August | Jonathan Belcher               | britischer Gouverneur von Massachusetts, New Hampshire und New Jersey | 75    |       |
| August     | Johann Heinrich Müslin         | Schweizer Pietist                                                     | 75    |       |

## September
| Tag           | Name                                       | Beruf, bekannt als | Alter | Beleg |
| ------------- | ------------------------------------------ | --- | ----- | ----- |
| 1. September  | Heinrich Rust                              | Lübecker Kaufmann, Ratsherr und Bürgermeister                                                                                            |       |       |
| 2. September  | William Fairfax                            | britisch-amerikanischer Politiker | 65    |       |
| 3. September  | Anna Catharina von Passow                  | dänische Schauspielerin und Autorin | 26    |       |
| 3. September  | Giulio Pontedera                           | italienischer Botaniker | 69    |       |
| 4. September  | Franz Karl Ludwig Wilhelm von Hacke        | Freiherr, kurpfälzischer Geheimrat und Gesandter in Wien                                                                                 |       |       |
| 6. September  | James Dawkins                              | britischer Altertumsforscher und Unterhausabgeordneter                                                                                   |       |       |
| 8. September  | Franz Carl Friedrich von Hohenfeld         | katholischer Priester, Domdekan und fürstbischöflicher Statthalter in Worms                                                              | 60    |       |
| 8. September  | Hans Karl von Winterfeldt                  | preußischer General und der Intimfreund Friedrich II.                                                                                    | 50    |       |
| 10. September | Johann Gottfried Hornejus                  | evangelischer Theologe und Generalsuperintendent in Vor- und Hinterpommern (1733–1757)                                                   | 68    |       |
| 11. September | Andreas Johann Persode de Dommangeville    | preußischer Generalmajor, Chef des Infanterieregiments Nr. 33, Amtshauptmann zu Ragnit                                                   |       |       |
| 13. September | Paul Ernst Jablonski                       | deutscher reformierter Theologe und Orientalist                                                                                          | 63    |       |
| 13. September | Franz Pacák                                | böhmischer Bildhauer (Barock und Rokoko)                                                                                                 | 43    |       |
| 18. September | Balthasar Lutter                           | Violinist und Königlich Großbritannischer und Kurfürstlich Hannoverscher Hofkapellmeister                                                | 59    |       |
| 19. September | Christian Friedrich Hempel                 | Jurist, Biograf und Herausgeber |       |       |
| 19. September | Johann Wilhelm Marckart                    | deutscher Rechtswissenschaftler und Hochschullehrer                                                                                      |       |       |
| 19. September | François-Joachim Bernard Potier de Gesvres | französischer Hochadliger und Höfling | 64    |       |
| 21. September | Amarsanaa                                  | Dschungaren-Fürst |       |       |
| 23. September | Florentinus Reinking                       | Priester und Abt des Klosters Marienfeld                                                                                                 |       |       |
| 24. September | Aaron Burr, Sr.                            | amerikanischer Geistlicher, Präsident des College of New Jersey                                                                          | 41    |       |
| 24. September | Gaston Pierre de Lévis                     | französischer Adliger, Militär und Diplomat                                                                                              | 57    |       |
| 25. September | Johann Christoph Sauer                     | erster deutscher Buchdrucker in Nordamerika                                                                                              |       |       |
| 26. September | Johann Dietrich von Gemmingen              | Direktor des Ritterkantons Kraichgau, besaß Fürfeld sowie die Hälfte von Burg Guttenberg, Neckarmühlbach, Hüffenhardt und Kälbertshausen | 81    |       |
| 28. September | Andrea Zani                                | italienischer Komponist und Violinist des Spätbarock                                                                                     | 60    |       |
| 29. September | Heinrich Gottlieb Schellhaffer             | deutscher Philosoph, Dichter und Professor der Moralphilosophie                                                                          | 50    |       |
| 30. September | Johann Wilhelm von Twickel                 | Geheimrat und Weihbischof von Hildesheim                                                                                                 | 75    |       |

## Oktober
| Tag         | Name                                                 | Beruf, bekannt als                                                                 | Alter | Beleg |
| ----------- | ---------------------------------------------------- | ---------------------------------------------------------------------------------- | ----- | ----- |
| 2. Oktober  | Luigi Centurioni                                     | Generaloberer der Societas Jesu (Jesuitenorden)                                    | 71    |       |
| 2. Oktober  | Johann Adam Groß der Ältere                          | deutscher Baumeister                                                               | 59    |       |
| 2. Oktober  | Simon Pelloutier                                     | deutscher Historiker und Antiquar                                                  | 62    |       |
| 3. Oktober  | Georg Abbt                                           | Schweizer evangelischer Geistlicher                                                | 41    |       |
| 5. Oktober  | Karl Erhard von Kalnein                              | preußischer Generalleutnant der Infanterie und Chef des Infanterieregiments Nr. 4. | 70    |       |
| 8. Oktober  | Christiane Sophie Charlotte von Brandenburg-Kulmbach | Herzogin von Sachsen-Hildburghausen                                                | 23    |       |
| 11. Oktober | Zacharias Hildebrandt                                | Orgelbauer                                                                         |       |       |
| 13. Oktober | Johann Volprecht Riedesel zu Eisenbach               | preußischer Generalleutnant, Chef des Infanterieregiments Nr. 41                   |       |       |
| 17. Oktober | René-Antoine Ferchault de Réaumur                    | französischer Wissenschaftler und Entomologe                                       | 74    |       |
| 24. Oktober | Augustin Simnacher                                   | deutscher Orgelbauer                                                               | 69    |       |
| 25. Oktober | Augustin Calmet                                      | Theologe, Benediktiner-Abt                                                         | 85    |       |
| 25. Oktober | Anton Sturm                                          | Bildhauer des Barock und Rokoko im Allgäu                                          | 67    |       |
| 28. Oktober | Giovanna Astrua                                      | italienische Opernsängerin                                                         |       |       |
| 30. Oktober | Osman III.                                           | Sultan des Osmanischen Reiches                                                     | 58    |       |
| 30. Oktober | Edward Vernon                                        | Vizeadmiral der Royal Navy                                                         | 72    |       |

## November
| Tag          | Name                              | Beruf, bekannt als                                                                  | Alter | Beleg |
| ------------ | --------------------------------- | ----------------------------------------------------------------------------------- | ----- | ----- |
| 3. November  | George Monro                      | britischer Offizier                                                                 |       |       |
| 5. November  | Johann Christoph von Prignitz     | preußischer Militär, Kommandeur des Infanterie-Regiments Nr. 5                      | 57    |       |
| 6. November  | François de Broglie               | französischer General, Graf von Revel                                               | 37    |       |
| 7. November  | Philipp von Stosch                | deutscher Diplomat, Antiquar, Numismatiker und Gemmenforscher                       | 66    |       |
| 8. November  | Pierre Prowo                      | deutscher Komponist und Organist                                                    | 60    |       |
| 10. November | Johann Anton von Herbort          | Schweizer Baumeister                                                                | 55    |       |
| 11. November | Deep Singh                        | indischer Märtyrer der Sikh-Religion                                                | 75    |       |
| 12. November | Colley Cibber                     | britischer Theaterleiter, Impresario, Dramatiker und Dichter                        | 86    |       |
| 16. November | Johann Christian Bolten           | deutscher Arzt                                                                      | 29    |       |
| 16. November | Karl Aemilius von Katte           | preußischer Generalmajor, Chef des Dragonerregiments Nr. 4                          |       |       |
| 16. November | Giovanni Giacomo Millo            | Kardinal der Römischen Kirche                                                       | 62    |       |
| 17. November | Maria Josepha von Österreich      | Erzherzogin von Österreich, Ehefrau des Kurfürsten von Sachsen und Königs von Polen | 57    |       |
| 20. November | Johann Christoph Schaupp          | deutscher Edelsteinschleifer und Medailleur                                         | 72    |       |
| 21. November | Johann Konrad Brandenstein        | deutscher Orgelbauer                                                                | 62    |       |
| 22. November | Johann Ludwig von Ingersleben     | preußischer Offizier, zuletzt Generalmajor                                          | 54    |       |
| 22. November | Friedrich Ludwig von Kleist       | preußischer Generalmajor                                                            |       |       |
| 23. November | Johann Hinrich Klapmeyer          | Orgelbauer                                                                          |       |       |
| 23. November | Valentin Bodo von der Osten       | preußischer Oberst und Chef des ersten Feldartilleriebataillons                     | 57    |       |
| 25. November | Ildephons Barth                   | bayerischer Abt von Kloster Weißenohe                                               | 59    |       |
| 27. November | Franz Xaver Andreas von Praidlohn | kurfürstlich bayerischer Wirklicher Geheimer Staatskanzler                          |       |       |

## Dezember
| Tag          | Name                                  | Beruf, bekannt als | Alter | Beleg |
| ------------ | ------------------------------------- | --- | ----- | ----- |
| 1. Dezember  | Johann Leonhard Prey                  | deutscher Architekt und Steinmetz                                                                                         |       |       |
| 2. Dezember  | Kaspar Ernst von Schultze             | preußischer Generalleutnant der Infanterie, Kommandant von Breslau sowie Direktor der königlichen Ritterakademie Liegnitz | 66    |       |
| 4. Dezember  | Hans Georg Benda                      | böhmischer Leineweber und Musiker sowie der Stammvater der Musikerfamilie Benda                                           | 71    |       |
| 5. Dezember  | Johann Ernst Hebenstreit              | deutscher Mediziner | 55    |       |
| 5. Dezember  | Heinrich Detlef von Kalben            | Führer eines preußischen Freibataillons                                                                                   |       |       |
| 5. Dezember  | Gustav Adolf zu Stolberg-Gedern       | kaiserlich königlicher Generalfeldwachtmeister                                                                            | 35    |       |
| 11. Dezember | Fortunato Chelleri                    | deutsch-italienischer Kapellmeister und Komponist                                                                         |       |       |
| 12. Dezember | Kaspar Friedrich von Rohr             | königlich preußischer Generalmajor, Chef des Infanterie-Regiments Nr. 47                                                  | 55    |       |
| 15. Dezember | Edward Seymour, 8. Duke of Somerset   | britischer Peer und Politiker                                                                                             |       |       |
| 21. Dezember | Hercule Mériadec de Rohan-Guéméné     | französischer Aristokrat                                                                                                  | 69    |       |
| 22. Dezember | Ludwig Friedrich Göler von Ravensburg | Reichsritter und Amtmann                                                                                                  | 50    |       |
| 23. Dezember | Franz Anton Grieshaber                | deutscher Glockengießer, Schöpfer des Geläuts in Salem                                                                    | 32    |       |
| 30. Dezember | Andreas Faulhaber                     | Kaplan und Märtyrer der ehemaligen Grafschaft Glatz                                                                       | 44    |       |

## Datum unbekannt
| Tag | Name                                           | Beruf, bekannt als                                        | Alter | Beleg |
| --- | ---------------------------------------------- | --------------------------------------------------------- | ----- | ----- |
|     | Alphonse Marie Louis de Saint-Sévérin d’Aragon | französischer Diplomat und Minister                       |       |       |
|     | Robert Balfour, 5. Lord Balfour of Burleigh    | schottischer Lord, Jakobit und Mörder                     |       |       |
|     | Pleikard Dietrich von Gemmingen                | pfälzisch-simmerischer Oberamtmann                        |       |       |
|     | Joel ben Uri Heilprin                          | galizischer Thaumaturg                                    |       |       |
|     | João da Hornay                                 | Herrscher der Topasse, Generalkapitän von Solor und Timor |       |       |
|     | Kelsang Gyatsho                                | siebter Dalai Lama                                        |       |       |
|     | Jacob Johann Köhler                            | estnischer Drucker                                        |       |       |
|     | Johannes Kohlhaas der Ältere                   | deutscher Orgelbauer                                      |       |       |
|     | François Martin                                | französischer Cellist und Komponist der Frühklassik       |       |       |
|     | Bernhard Meyer                                 | Bürgermeister von Elberfeld                               |       |       |
|     | Joan Frederik Nilant                           | niederländischer Lehrer und Jurist                        |       |       |
|     | Charles du Ry                                  | deutscher Baumeister und Architekt                        |       |       |
|     | Peter Schmalwieser                             | Geheimprotestant                                          |       |       |
|     | Nathanael Sendel                               | deutscher Arzt, Naturforscher                             |       |       |
|     | Christian Wilhelm Volland                      | deutscher lutherischer Theologe                           |       |       |
|     | Burkard Zamels                                 | deutscher Barock-Bildhauer                                |       |       |